# Balabanovo
Balabanovo (in russo Балабаново? è una città della Russia europea centrale, appartenente all'oblast' di Kaluga.

## Storia
Balabanovo nacque nel 1584 come villaggio, ma venne successivamente abbandonato. Gli abitanti tornarono ad aumentare dopo la costruzione di una ferrovia internazionale. Balabanovo fu una delle tante città che risentì molto della Grande Guerra Patriottica, soprattutto nel trasporto dato che tutte le ferrovie furono chiuse. Oggi Balabanovo è collegata da una grande ferrovia che la collega a molte città russe.